# Petalidium parvifolium
Petalidium parvifolium är en akantusväxtart som beskrevs av C.B. Cl. och Schinz. Petalidium parvifolium ingår i släktet Petalidium och familjen akantusväxter. Inga underarter finns listade i Catalogue of Life.